# Каталонські гори
Каталонські гори (ісп. Sistema Mediterráneo Catalán) — гірська система на північному сході Піренейського півострова, розташована на території автономної спільноти Каталонія (Іспанія). Витягнуті приблизно на 220 км з північного сходу на південний захід вздовж берегів Середземного моря — від східної кінцівки Піренеїв до дельти річки Ебро.
У систему входять два паралельних гірських хребта, розділених поздовжньою тектонічною западиною. Приморський хребет (Cordillera Litoral) має висоту 400–600 м, Внутрішній хребет (Cordillera Prelitoral), в якому розташовані гори Монцені (1712 м) і Монсеррат (1236 м). Північна частина складена переважно палеозойськими гранітами і кварцитами, інша частина — вапняками, пісковиками і глинами мезозою та кайнозою. Є карстові утворення.
Клімат району — середземноморський. На схилах ростуть середземноморські чагарники, а також ліси (дуб, каштан, бук, алеппська сосна, пінія). У районах передгір'їв — гаї олив, виноградники і сади, поля з кукурудзою, пшеницею.